# Посмитная, Виктория Васильевна
Виктория Васильевна Посмитная (Ларссон) (род. 7 апреля 1966 года, Киев, УССР) – украинская спортсменка (пауэрлифтинг, бодибилдинг, фитнес), тренер, ведущая. Заслуженный мастер спорта Украины, Мастер спорта Украины международного класса, двенадцатикратная чемпионка Украины, многократный призер чемпионатов Европы и Мира.

## Карьера
Спортивную карьеру Виктория начала в 1985 году, в 19 лет, когда увлеклась дзюдо. За время учебы в Киевском Национальном Университете им. Т. Г. Шевченко становится чемпионкой университета по дзюдо, футболу, волейболу и настольному теннису, членом городской сборной по дзюдо.
Параллельно занятиям по дзюдо, с 1994 года Виктория начинает профессионально заниматься пауэрлифтингом и становится многократным призером Чемпионатов Мира, Европы, Украины и Швеции по пауэрлифтингу за период 1996-2004, 2010, по версии IPF.
Начиная с 2002 года увлекается культуризмом и фитнесом. Благодаря этому, Виктория становится чемпионкой Украины по бодибилдингу, International Federation of BodyBuilding and Fitness (IFBB), в 2003 году,  по бодифитнесу, World Fitness Federation/World BodyBuilding Federation (WFF/WBBF), в 2005 году и чемпионкой Мира по бодифитнесу, в возрастной категории +30, WFF/WBBF, в том же году. В 2007 году становится президентом федерации фитнесса WFF/WBBF Украины. С 2008 года Виктория живет и работает в Швеции.

## Достижения
- 1996 год – Чемпионат Европы по пауэрлифтингу. 2 место.
- 1997 год – Кубок Украины по пауэрлифтингу. 1 место.
- 1998 год – Чемпионат Украины по пауэрлифтингу. 1 место.
- 1998 год – Чемпионат Мира по пауэрлифтингу среди женщин. 3 место, IPF.
- 1998 год – Чемпионат Европы IPF по пауэрлифтингу среди женщин. 2 место, IPF.
- 1999 год – Чемпионат Украины по пауэрлифтингу. 1 место.
- 1999 год – Чемпионат Европы по пауэрлифтингу среди женщин. 2 место, IPF.
- 2000 год – Чемпионат Украины по пауэрлифтингу. 1 место.
- 2000 год – Чемпионат Мира по пауэрлифтингу среди женщин. 3 место, IPF.
- 2001 год – Чемпионат Украины по пауэрлифтингу. 1 место.
- 2001 год – Чемпионат Мира по пауэрлифтингу среди женщин. 2 место, IPF.
- 2001 год – Чемпионат Украины по жиму лежа. 1 место.
- 2001 год – Чемпионат Европы по пауэрлифтингу среди женщин. 4 золотые медали, IPF.
- 2001 год – Участница Strongwoman Евро турнира.
- 2002 год – Чемпионат Мира по пауэрлифтингу. 1 золотая, 1 серебряная медали, IPF.
- 2003 год – Чемпионка Украины по бодибилдингу, IFBB.
- 2003 год – Чемпионат Украины по пауэрлифтингу. 1 место.
- 2005 год – Чемпионка Украины в бодифитнесе, WFF/WBBF.
- 2005 год – Чемпионка Мира в категории бодифитнес +30 лет, WFF/WBBF.
- 2010 год – Чемпионат Швеции по пауэрлифтингу. 1 место, IPF.

### Лучшие результаты
Силовое троеборье в весовой категории до 82,5 кг:
- Приседания: 245,5 кг
- Жим лежа: 137,5 кг
- Тяга: 227,5 кг
- Лучшая сумма троеборья:  607,5 кг

## Тренерская деятельность
Виктория училась в физико-математической школе № 145 в Киеве под девичьей фамилией Крысина, 1980-1983.
Виктория Посмитная занимается тренерской деятельностью с 1992 года. За время работы подготовила плеяду выдающихся спортсменов в дзюдо, пауэрлифтинге и бодифитнесе.
Одна из воспитанниц Виктории – Ирина Колесник, которая владеет самбо, дзюдо и вольной борьбой. Ирина – победительница  первенства мира среди молодежи (2002), серебряная призёрша первенств мира (2003) и Европы (2004).
С 2000 до 2007 года Виктория была тренером в Киеве в спортивном зале «Арсенал». Она тренировала как профессиональных спортсменов, так и работала как персональный тренер с любителями различных возрастных  категорий. Ее учениками были Андрей Ковальский, ведущий программы «Факты. Спорт», канал ICTV, Владимир Мжельский, шеф-редактор «5-го канала», Михаил Малый, «Факты», канал ICTV, Дмитрий Мухарский, актер, отец Антона Мухарского, Юрий Волотовский, актер, пауэрлифтер. Именно на это время пришелся расцвет профессиональной карьеры Виктории как спортсменки.
В период тренерства в «Арсенале» Виктория часто становится героиней сюжетов на украинском телевидении, а через некоторое время и телеведущей.
После переезда в Швецию в 2008 году, Виктория становится менеджером - тренером в спортивном клубе AlbaNova Gym для персонала научного центра
AlbaNova University Centre  в Стокгольме.

## Личная жизнь
Мать двоих сыновей – Андрея 1984 года рождения и Василия 1990 года рождения.

## Интересные факты

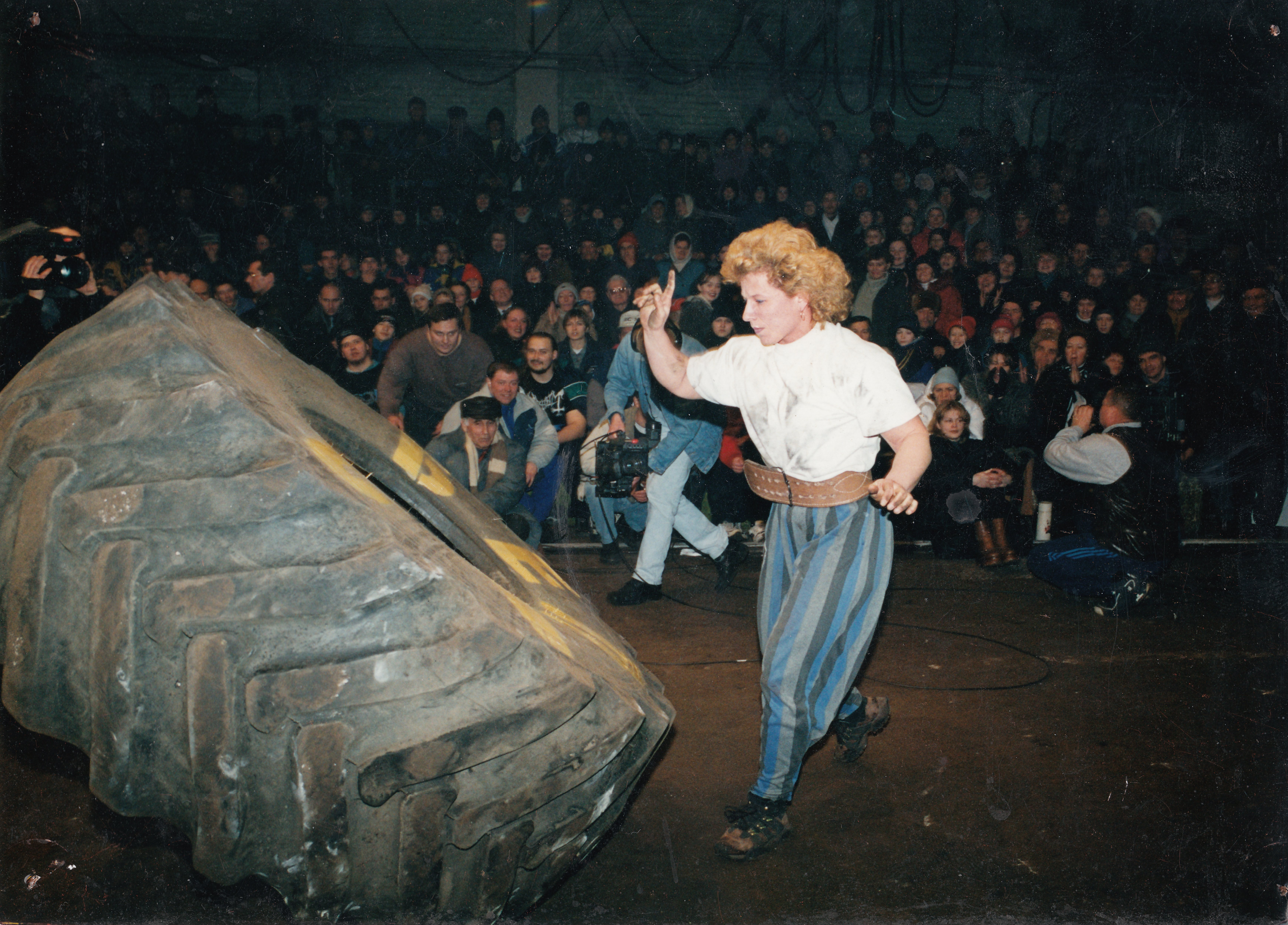
Виктория Посмитная в 6-м туре Всеукраинского турнира "Богатырь года" в Киеве, 5 февраля 2000 года.

В 2000 году впервые в Украине наравне с мужчинами принимает участие в турнире "Богатырские игры" (укр. "Богатирські розваги") , выиграв у многих из них, чем и вошла в историю как «Самая сильная женщина Украины». В процессе соревнований выполнила переворот колеса от карьерного самосвала БелАЗа весом 340 кг – три оборота за 26 секунд.
На протяжении одного года выступала на высочайшем профессиональном уровне в трех видах спорта: Чемпионат Мира по пауэрлифтингу, 2002 год; Чемпионат Европы по бодибилдингу, 2003 год; Чемпионат Европы по Strongwoman, 2003 год.
В 2002 году на Чемпионате Мира по пауэрлифтингу (IPF Women’s World Powerlifting Champiomships) в Германии в городе Риза Виктории не засчитали рекорд в приседании. Вес на штанге был 253 кг. Во время вставания спортсменки со штангой ассистент, который страховал с левой стороны, на доли секунды дотронулся до дисков. Официально судьи сообщили, что было двойное движение. Это значит, что во время вставания штанга ушла вниз, а потом снова пошла вверх. На самом деле с рекордным весом такое проделать практически невозможно. Спортсменка встала с весом 253 кг, но он не был засчитан.
Старший сын Виктории – Андрей Посмитный в возрасте 17 лет на Чемпионате Украины по пауэрлифтингу среди юниоров в 2001 году в сумме троеборья собрал 682,5 кг: приседания: 270 кг, жим лежа: 162,5 кг, тяга: 250 кг.
Снималась в клипе украинской рок-группы Океан Ельзы «Відчуваю» (2006; реж. Илья Чичкан).
О достижениях Виктории был снят документальный фильм Viva Victoria!
Обладательница 27 рекордов Украины.

## Образование
- Киевский Национальный Университет им. Т.Г.Шевченко – инженер-геофизик.
- Национальный Университет физического воспитания и спорта Украины, магистр.
- Высшая спортивная школа, швед. GIH (Gymnastik - och idrottshögskolan), Стокгольм, Швеция. Специализация – научные направления в силовой тренировке, магистр. Диссертация: Electromyography biofeedback in strength training : effects of five weeks training on muscle activation and strength (English)[16].